# Liste der Kulturdenkmale in Schwarzkollm
In der Liste der Kulturdenkmale in Schwarzkollm sind die Kulturdenkmale des Ortsteils Schwarzkollm der sächsischen Stadt Hoyerswerda verzeichnet, die bis September 2024 vom Landesamt für Denkmalpflege Sachsen erfasst wurden (ohne archäologische Kulturdenkmale). Die Anmerkungen sind zu beachten.
Bei Schwarzkollm handelt es sich um ein Straßendorf mit gewannähnlicher Streifen- und Großblockflur. Der Ortsname geht auf Cholm, „kegeliger Hügel“, zurück, was auf die das Dorf umgebende Grauwacke Bezug nimmt. 1847 vernichtete ein Brand fast alle Häuser, die zu dieser Zeit noch in Holz mit Strohdächern gebaut waren. Die heutigen Bauten stammen aus den Jahren nach 1847. Das Dorf ist in der Struktur seiner beidseitig der Straße erbauten Höfe völlig authentisch überkommen. Die meist eingeschossigen, seltener zweigeschossigen Wohnhäuser und die eingeschossigen Nebengebäude (Auszugshäuser) weisen meist mit dem Giebel zur Straße und grenzen mit der hinten liegenden Scheune und der vorderen Hofmauer einen Hof ein, wobei die Bauten fast immer aneinandergebaut sind. Oft befindet sich hinten im Grundstück eine weitere Scheune. Als Baumaterial diente Backstein, der unverputzt blieb.

## Liste der Kulturdenkmale in Schwarzkollm
| Bild           | Bezeichnung | Lage                                                               | Datierung                                                       | Beschreibung | ID       |
| -------------- | --- | ------------------------------------------------------------------ | --------------------------------------------------------------- | --- | -------- |
| Weitere Bilder | Wegestein | (B 96, Ecke Abzweig Laubusch/Hauptstraße) (Karte)                  | Nach 1874                                                       | Der Wegestein an der parallel zur Bahn verlaufenden Hauptstraße, Abzweig Straße nach Neu-Laubusch, besteht aus einem dreiseitigen Monolith auf einem durch Schrägen ins Dreieck überführten, unten quadratischen Sockel. Er zeigt auf drei Seiten die Kilometerzahl nach mehreren Orten an. Da die Angaben in Kilometern sind, kann der Stein erst nach 1874 aufgestellt worden sein. Der Stein ist verkehrsgeschichtlich von Bedeutung. | 08975424 |
| Weitere Bilder | Wegestein | (B 96, Ecke Abzweig Laubusch/Hauptstraße) (Karte)                  | Nach 1874                                                       | Der Wegestein an der parallel zur Bahn verlaufenden Hauptstraße, Abzweig Straße nach Neu-Laubusch, besteht aus einem Monolith und ist oben auf allen vier Seiten abgerundet. Er zeigt die Kilometerzahl nach mehreren Orten an. Da die Angaben in Kilometern sind, kann der Stein erst nach 1874 aufgestellt worden sein. Der Stein ist verkehrsgeschichtlich von Bedeutung. | 08975420 |
| Weitere Bilder | Wegestein | (Flur 2, Flurstück 178/3) (Karte)                                  | 19. Jahrhundert                                                 | Dreiseitige Steinstele, verkehrsgeschichtlich von Bedeutung | 09307546 |
| Weitere Bilder | Wartehäuschen des Bahnhofs | Dorfstraße (Nahe dem Abzweig zur B 96, südlich der Gleise) (Karte) | Um 1900                                                         | Am 1. Juni 1874 wurde die Eisenbahnstrecke Falkenberg – Hoyerswerda – Kohlfurt (heute Wegliniec/Polen) in Betrieb genommen. Die Strecke tangiert Schwarzkollm nördlich. Der Ort bekam eine eigene Station mit Wartehäuschen südlich der Gleise. Selbiges wurde in Umgebinde ausgeführt, wobei es mit fünf Umgebindejochen in der Länge und einem in der Breite lang und schmal ist. Die Ausführung in Umgebinde stellt eine Reminiszenz an eine traditionelle Architekturform dar, wie sie der Heimatstil pflegte, die aber in der Region Hoyerswerda gar nicht vorkam. Nichtsdestotrotz ist das kaum veränderte Wartehäuschen baugeschichtlich und eisenbahngeschichtlich von Bedeutung. | 08975427 |
| Weitere Bilder | Marienkirche (mit Ausstattung), dazu Kirchhof, Einfriedungsmauer, Kirchhofstor und sechs Grabmale unter einem Schutzdach an der Südwand des Kirchturmes  | Dorfstraße (neben Nr. 73) (Karte)                                  | 1860, Turm mittelalterlich (Kirche); 18. Jahrhundert (Grabmale) | Saalkirche mit Apsis, Westturm mit oktogonalem Aufsatz, verputzter Bruchsteinbau, im Rundbogenstil des 19. Jahrhunderts, Turm im Kern mittelalterlich, baugeschichtlich, kunstgeschichtlich und ortsgeschichtlich von Bedeutung. Umlaufende Einfriedung, unterbrochen nur durch angrenzende Bebauung, Bruchsteinmauerwerk mit Biberschwanzdeckung, schmiedeeisernes Eingangstor zwischen zwei Pfeilern. Sechs denkmalwerte Grabmale unter einem Schutzdach auf der Südseite des Kirchturmes: - Grabmal des Pfarrers Johann Christian Vetter (1691–1760), barocke Reliefplatte mit Halbfigur des Verstorbenen zwischen zwei Pfeilern, umrahmt von Spruchbändern und bekrönt mit Strahlenkranz, Sandstein, nach 1760 - Grabmal der Pfarrersfrau Martha Elisabeth Vetter (gestorben 1760), Reliefplatte mit Lebensbaumdarstellung und geschwungenem oberen Abschluss, Sandstein, nach 1760 - Grabmal der Christina Sophia Elisabeth Vetter (1729–1753), Reliefplatte mit der Darstellung des Todes und eines Posaunenengels neben einem Obelisken, darüber zwei Putten, Sandstein, nach 1753 - Grabplatte der Pfarrerstochter Catharina Richter (1655–1659), ganzfiguriges Relief eines jungen Mädchens, Sandstein, nach 1659 - Grabmal des Andreas Mehlisch (1721–1790), von Lorbeergirlanden gerahmtes Medaillon mit Inschrift über einem Sockel mit Reliefdarstellung von Bibel und Kelch, Sandstein, nach 1790 - Grabplatte der Catharina Frentzel (1674–1696), Frau des Pfarrers Michael, schlichte Platte mit Inschrift, in den oberen beiden Ecken Puttenköpfen, Sandstein, nach 1696                                                                        | 08975459 |
|                | Mühle | Dorfstraße 1 (Karte)                                               | 1920er Jahre                                                    | Die in Backstein vom Müller der Hammermühle in Nardt gebaute Motormühle besitzt einen dreigeschossigen Hauptbau mit eingeschossigen Anbauten rechts und links. Beim Hauptbau überspannen auf allen Seiten Lisenen die Geschosse, die oben in ein breites Hauptgesims übergehen. Die Fenster weisen sämtlich Segmentbögen auf. Die Mühle ist von großer Materialästhetik und steht im Geiste der neuen Sachlichkeit. Als jüngerer, stattlicher Industriebau technikgeschichtlich und baugeschichtlich von Bedeutung. | 08975446 |
|                | Eisenbahner-Wohnhaus (mit vier Hausnummern) | Dorfstraße 5, 6, 7, 8 (Karte)                                      | 1893                                                            | Im Ort befinden sich nun zwei sogenannte Eisenbahner-Wohnhäuser (Nummer 5, 6, 7, 8 und 9, 10, 11, 12) und es ist nicht ausgeschlossen, dass diese für Bahnangestellte gebaut wurden. Sie entsprechen dem Heimatstil der Zeit um 1910. Die beiden Häuser sind eingeschossig mit vier Hauseingängen und Walmdach und entsprechen somit einem sehr traditionellen Haustyp. So sind sie baugeschichtlich von Bedeutung | 08975448 |
|                | Eisenbahner-Wohnhaus (mit vier Hausnummern) | Dorfstraße 9, 10, 11, 12 (Karte)                                   | 1893                                                            | Eingeschossig mit vier Hauseingängen, Walmdach, eisenbahngeschichtlich von Bedeutung. Siehe Dorfstraße 5, 6, 7, 8. | 08975447 |
|                | Hofmauer eines Bauernhofes mit großem Torbogen und zwei kleinen Pforten                                                                                  | Dorfstraße 26 (Karte)                                              | Um 1950                                                         | Nummer 26 ist ein Bauernhof, der durch Vergrößerung der Fenster leicht in den Fassaden gestört ist. Unter Schutz steht also nur die Hofmauer mit großem Torbogen und zwei kleinen Pforten, den Hof zur Straße völlig abschließend, alles in Backstein. Es handelt sich hier um eine landschaftstypische Gestaltung mit baugeschichtlicher und regionalgeschichtlicher Bedeutung | 08975445 |
|                | Bauernhof mit westlichem Wohnhaus (mit Durchfahrt) und drei Seitengebäuden eines geschlossenen Vierseithofes sowie östlich dahinterliegender Feldscheune | Dorfstraße 28 (Karte)                                              | Um 1900                                                         | Nummer 28 ist etwas anders strukturiert als andere Bauernhöfe im Ort. Hier erstreckt sich ein Wohnhaus mit der Traufseite entlang der Straße, es ist auch nicht wie üblich ein-, sondern zweigeschossig. Eine große Durchfahrt gewährleistet die Einfahrt in den Hof. Wie bei den anderen Höfen grenzen die Seitengebäude und die hinten quer angeordnete Scheune einen Hof ein und als Baumaterial fand Backstein Verwendung. Die Seitengebäude sind eingeschossig. Unter Schutz stehen das beschriebene Wohnhaus mit aufwendiger Fassadengliederung und Durchfahrt sowie drei Seitengebäude, die zusammen einen geschlossenen Vierseithof bilden, sowie die dahinterliegende Feldscheune. Das Anwesen ist Zeugnis bäuerlichen Lebens und Wirtschaftens vergangener Zeiten. In Aufbau und Material zeugen Hof und einzelne Bauten von der Bauweise der Region auch in baugeschichtlicher Hinsicht. Der Hof ist authentischer Bestandteil des alten Ortes. | 08975444 |
|                | Bauernhof mit Wohnhaus, Ausgedingehaus, Seitengebäude und Hofmauer (mit Torbogen und Pforte) sowie Feldscheune                                           | Dorfstraße 36 (Karte)                                              | Um 1900                                                         | Wohnhaus zweigeschossig, Ausgedingehaus eingeschossig. Das Anwesen ist Zeugnis bäuerlichen Lebens und Wirtschaftens vergangener Zeiten. In Aufbau und Material zeugen Hof und einzelne Bauten von der Bauweise der Region auch in baugeschichtlicher Hinsicht. Der Hof ist authentischer Bestandteil des alten Ortes. | 08975443 |
|                | Bauernhof mit Wohnhaus, Ausgedingehaus, Seitengebäude, Hofmauer mit kleiner Pforte und großem Torbogen sowie Einfriedung des Vorgartens                  | Dorfstraße 37 (Karte)                                              | Um 1900                                                         | Nummer 37 ist ein Hof, der sich im spitzen Winkel von Dorfstraße und der alten Straße nach Lauta befindet. Wohnhaus zweigeschossig, Ausgedingehaus eingeschossig. Bauten und Hofmauer sind, ungewöhnlich für Schwarzkollm, verputzt. Im Giebel des Wohnhauses finden sich zwei Rundbogenfenster. Das Anwesen ist Zeugnis bäuerlichen Lebens und Wirtschaftens vergangener Zeiten. In Aufbau und Material zeugen Hof und einzelne Bauten von der Bauweise der Region auch in baugeschichtlicher Hinsicht. Der Hof ist authentischer Bestandteil des alten Ortes. | 08975449 |
|                | Bauernhof mit Wohnhaus, Ausgedingehaus, Seitengebäude sowie Hofmauer mit kleiner Pforte und großem Torbogen                                              | Dorfstraße 39 (Karte)                                              | Um 1900 (Bauernhof); um 1930 (Bauernhaus)                       | Wohnhaus zweigeschossig, Ausgedingehaus eingeschossig. Das Ausgedingehaus ist zum Teil verputzt. Das Anwesen ist Zeugnis bäuerlichen Lebens und Wirtschaftens vergangener Zeiten. In Aufbau und Material zeugen Hof und einzelne Bauten von der Bauweise der Region auch in baugeschichtlicher Hinsicht. Der Hof ist authentischer Bestandteil des alten Ortes. | 08975450 |
|                | Feldscheune eines Bauernhofes | Dorfstraße 40 (Karte)                                              | 2. Hälfte 19. Jahrhundert.                                      | Nummer 40 ist ein Hof, der sich im Winkel von Dorfstraße und der Straße zum Steinberg befindet. Unter Schutz steht allerdings nur die Feldscheune, da die anderen Bauten des Hofes schon leicht verändert sind. Die große Scheune besteht in einer Fachwerkkonstruktion, wie sie nicht mehr oft vorzufinden ist. Sie ist Zeugnis bäuerlichen Lebens und Wirtschaftens vergangener Zeiten. In Aufbau und Material zeugt sie von einer sehr alten Bauweise der Region und besitzt deshalb einen baugeschichtlichen Wert. Auch der Hof ist authentischer Bestandteil des alten Ortes. | 08975441 |
|                | Drei Sühnesteine (zwei Steinkreuze und ein Gedenkstein)                                                                                                  | Dorfstraße 40 (vor) (Karte)                                        | 18. Jahrhundert oder älter                                      | Über den Hintergrund der drei Sühnesteine, dabei zwei Steinkreuze und ein Gedenkstein aus Granit, kursieren unterschiedliche Überlieferungen. Zum ersten hätten zwei Soldaten ein Mädchen umgebracht. Zum zweiten hätte ein Bursche den Liebhaber seines Mädchens umgebracht, worauf der Mörder und das Mädchen hingerichtet worden wären. Die beiden Kreuze zeigen eingemeißelte Rinnen, bei einem ist deutlich ein Messer oder Schwert zu erkennen. Ortsgeschichtlich und kulturgeschichtlich von Bedeutung. | 08975442 |
|                | Bauernhof mit Wohnhaus, Ausgedingehaus, Seitengebäude, Hofmauer mit zwei kleinen Pforten und großem Torbogen                                             | Dorfstraße 41 (Karte)                                              | Um 1900                                                         | Wohnhaus zweigeschossig. Das Anwesen ist Zeugnis bäuerlichen Lebens und Wirtschaftens vergangener Zeiten. In Aufbau und Material zeugen Hof und einzelne Bauten von der Bauweise der Region auch in baugeschichtlicher Hinsicht. Der Hof ist authentischer Bestandteil des alten Ortes. Einfriedung von Vorgarten und Garten vor 2012 abgebrochen. | 08975451 |
|                | Erdkeller | Dorfstraße 44 (Karte)                                              | Um 1900                                                         | Es handelt sich hier um einen Bau, der mit seinen Bruchstein- und Ziegelwänden teils tiefer im Boden steht, teils mit Erde angeschüttet ist und ein Tonnengewölbe aufweist. Mit seiner daraus resultierenden Kühlfunktion wird er als Erdkeller bezeichnet. Er besitzt eine baugeschichtliche und eine wirtschaftsgeschichtliche Bedeutung. | 08975440 |
|                | Hofmauer eines Bauernhofes mit großem Torbogen und zwei kleinen Pforten                                                                                  | Dorfstraße 50 (Karte)                                              | Um 1940                                                         | Klinker-Torwand in landschaftstypischer Gestaltung. Der Bauernhof ist durch Vergrößerung der Fenster leicht in den Fassaden gestört. Unter Schutz steht also nur die Hofmauer mit großem Torbogen und zwei kleinen Pforten, den Hof zur Straße abschließend, alles in Backstein. Es handelt sich hier um eine landschaftstypische Gestaltung mit baugeschichtlicher und regionalgeschichtlicher Bedeutung | 08975439 |
|                | Bauernhof mit Wohnhaus, Ausgedingehaus, Seitengebäude, Hofmauer mit großem Torbogen und kleiner Pforte                                                   | Dorfstraße 51 (Karte)                                              | Um 1900                                                         | Wohnhaus zweigeschossig. Bauten und Hofmauer sind, ungewöhnlich für Schwarzkollm, verputzt. Im Giebel des Wohnhauses finden sich zwei Rundbogenfenster. Das Anwesen ist Zeugnis bäuerlichen Lebens und Wirtschaftens vergangener Zeiten. In Aufbau und Material zeugen Hof und einzelne Bauten von der Bauweise der Region auch in baugeschichtlicher Hinsicht. Der Hof ist authentischer Bestandteil des alten Ortes. | 08975453 |
|                | Bauernhof mit Wohnhaus, Ausgedingehaus, Seitengebäude, Hofmauer mit kleiner Pforte und großem Torbogen                                                   | Dorfstraße 52 (Karte)                                              | Um 1900                                                         | Wohnhaus, Ausgedingehaus und Seitengebäude eingeschossig. Das Ziegelmauerwerk der Bauten und der Hofmauer ist, ungewöhnlich für Schwarzkollm, verputzt. Das Anwesen ist Zeugnis bäuerlichen Lebens und Wirtschaftens vergangener Zeiten. In Aufbau und Material zeugen Hof und Bauten von der Bauweise der Region auch in baugeschichtlicher Hinsicht. Der Hof ist authentischer Bestandteil des alten Ortes. | 08975438 |
|                | Wohnhaus (mit Durchfahrt) eines Bauernhofs | Dorfstraße 58 (Karte)                                              | 1906                                                            | Nummer 58 ist etwas anders strukturiert als andere Bauernhöfe im Ort. Hier erstreckt sich ein zweigeschossiges Wohnhaus mit der Traufseite entlang der Straße. Eine große Durchfahrt gewährleistet die Einfahrt in den Hof. Anders als bei den anderen Höfen grenzen nur ein Seitengebäude und ansonsten das Wohnhaus des Nachbarhofes sowie die hinten quer angeordnete Scheune (falls sie nicht auch zu Nummer 60 gehört) einen Hof ein. Hinten im Grundstück befindet sich noch eine Feldscheune. Als Baumaterial für die Hofbauten fand Backstein Verwendung. Das Anwesen ist Zeugnis bäuerlichen Lebens und Wirtschaftens vergangener Zeiten. In Aufbau und Material zeugen Hof und einzelne Bauten von der Bauweise der Region auch in baugeschichtlicher Hinsicht. Der Hof ist authentischer Bestandteil des alten Ortes. | 08975437 |
|                | Bauernhof mit Wohnhaus, Seitengebäude und Hofmauer mit einem großen Torbogen und zwei kleinen Pforten, dazu Feldscheune                                  | Dorfstraße 61 (Karte)                                              | Um 1920 (Bauernhaus); um 1900 (Feldscheune)                     | Ortstypische Hofanlage in Backsteinbauweise, hinter dem Bauernhof noch große Feldscheune aus Backstein, baugeschichtlich und wirtschaftsgeschichtlich von Bedeutung. | 08975455 |
|                | Hofmauer eines Bauernhofes mit großem Torbogen und kleiner Pforte                                                                                        | Dorfstraße 66 (Karte)                                              | Um 1900                                                         | Es grenzen nur ein eingeschossiges Wohnhaus mit Giebel zur Straße, das Wohnhaus des Nachbarhofes und die Hofmauer einen Hof ein, wobei eine hinten quer angeordnete Scheune sicher dem Abriss anheimfiel. Ganz hinten im Grundstück befindet sich noch eine Feldscheune. Da das Wohnhaus in den Fensteröffnungen verändert ist, steht nur die Hofmauer mit großem Torbogen und kleiner Pforte unter Schutz. Trotzdem ist das Anwesen Zeugnis bäuerlichen Lebens und Wirtschaftens vergangener Zeiten. In Aufbau und Material zeugen Hof und einzelne Bauten von der Bauweise der Region auch in baugeschichtlicher Hinsicht. Der Hof ist authentischer Bestandteil des alten Ortes. | 08975435 |
|                | Revierförsterei | Dorfstraße 67 (Karte)                                              | 2. Hälfte 19. Jahrhundert                                       | Auf Plänen aus dem 18. Jahrhundert (Schenk und Adam Friedrich Zürner, Karte der Oberlausitz, 1759) sind Collm/Schwarzkollm die Zeichen von Berg oder Steinbruch, womit der 154 Meter hohe Steinberg östlich des Ortes gemeint ist, Pechofen, Ziegelscheune, Schenke, Kirche mit Pastorat, Wohnsitz eines Jägers oder Forstbedienten im Dorf und Schmied beigegeben. Was im 18. Jahrhundert als Wohnsitz eines Jägers oder Forstbedienten bezeichnet wird, ist wenig später mit der Nummer 67 zu einem Königlichen Forsthaus geworden, falls es das nicht schon zu Zürners Zeiten war. Der unter Schutz stehende Bau ist in zwei Teile gegliedert, der linke Teil mit Durchfahrt, der rechte mit Freitreppe, alles verputzt. Im rechten Teil einst Königliches Forsthaus (1909). Eine Postkarte aus dem Jahr 1922 zeigt als Försterei einen bescheidenen eingeschossigen Bau mit Treppe an der Langseite und je zwei flankierenden Fenstern. Es ist nicht zu ermitteln, ob das Forstamt Dorfstraße 67 diesen Bau ersetzte oder ob es sich um einen anderen Bau handelt. Es besteht eine ortsgeschichtliche und regionalgeschichtliche Bedeutung. | 08975456 |
|                | Wohnhaus (mit Durchfahrt) eines Bauernhofs und Einfriedung des Vorgartens                                                                                | Dorfstraße 68 (Karte)                                              | Um 1900                                                         | Nummer 68 ist etwas anders strukturiert als andere Bauernhöfe im Ort. Hier erstreckt sich ein zweigeschossiges Wohnhaus mit der Traufseite entlang der Straße. Eine große Durchfahrt gewährleistet die Einfahrt in den Hof. Anders als bei den anderen Höfen grenzen nur ein Seitengebäude und ansonsten das Wohnhaus des Nachbarhofes sowie eine kurze hinten quer angeordnete Scheune einen Hof ein. Hinten im Grundstück befindet sich noch eine Feldscheune. Das Anwesen ist Zeugnis bäuerlichen Lebens und Wirtschaftens vergangener Zeiten. In Aufbau und Material zeugen Hof und einzelne Bauten von der Bauweise der Region auch in baugeschichtlicher Hinsicht. Der Hof ist authentischer Bestandteil des alten Ortes. | 08975434 |
|                | Bauernhof mit Wohnhaus, Ausgedingehaus, Seitengebäude, Pferdestall (mit Futterküche), Hofmauer mit kleiner Pforte und großem Torbogen                    | Dorfstraße 71 (Karte)                                              | 1928 (Bauernhaus); um 1900 (Auszugshaus)1                       | Überwiegend Backsteinbauten in ortstypischer Gestaltung. Das Wohnhaus ist zweigeschossig. Hinten im Grundstück, welches recht exponiert direkt an den Kirchhof grenzt, befindet sich noch eine Feldscheune. Das Anwesen ist Zeugnis bäuerlichen Lebens und Wirtschaftens vergangener Zeiten. In Aufbau und Material zeugen Hof und einzelne Bauten von der Bauweise der Region auch in baugeschichtlicher Hinsicht. Der bis in Details erhaltene Hof zählt zu den schönsten und vollkommensten des alten Ortes. | 08975457 |
| Weitere Bilder | Denkmal für die Gefallenen des 1. Weltkrieges | Bei Dorfstraße 71 (vor dem Kirchhof) (Karte)                       | Nach 1918                                                       | In einer kleinen Anlage am Ende der Dorfstraße vor deren Aufteilung in mehrere Stränge und in unmittelbarer Nähe des Kirchhofes erhebt sich das Kriegerdenkmal von Schwarzkollm, welches sicher in den 1920er-Jahren geschaffen wurde. Dabei trägt ein leicht im Stil der Zeit stilisierter, auf einem Sockel stehender Obelisk die Aufschriften der Gefallenen. Zu einer Seite wird der Obelisk von einer hüfthohen Mauer umfangen, zur anderen schützt ihn ein Zäunchen. Seit 1994 wird auch für die Gefallenen des 2. Weltkrieges erinnert. Denkmal und Anlage haben eine gestalterische und eine ortsgeschichtliche Bedeutung. | 08975458 |
|                | Schule | Dorfstraße 73 (Karte)                                              | Um 1890                                                         | 1770 wurde im Dorf eine Schule erbaut. 1847 vernichtete ein Brand fast alle Häuser, die zu dieser Zeit noch in Holz mit Strohdächern gebaut waren. Die heutigen Bauten stammen aus den Jahren nach 1847. Das trifft auch auf die Schule zu. Im südlichen Teil des Ortes kann eine Art Dorfkern ausgemacht werden, von dem verschiedene Straßen abgabeln. Hier befinden sich Kirche und Kirchhof und, noch dazwischengeschoben, die Schule. Diese besteht, wie für die Gegend in dieser Zeit der Mitte des 19. Jahrhunderts typisch, in einem eingeschossigen Backsteinbau. Sie ist voll unterkellert, so dass das die Schulräume ziemlich hoch zu liegen kommen und dem mittigen Haupteingang an der zum Platz weisenden Langseite eine schöne Treppe mit abgestuften Wangen vorgelegt werden musste. Die recht hohen Fenster – je zwei zu Seiten des Eingangs und drei an den Giebeln, dazu je eins in den Giebeldreiecken – schließen mit Segmentbögen ab. Die Ecken sind durch vorstehende Pilaster betont, welche das Hauptgesims überragen und einen dreieckigen Abschluss aufweisen. Besonders detailfreudig sind die Giebeldreiecke gestaltet, welche mit Zierfriesen auch im Ortgang abschließen. Die Schule hat als regional typischer Schulbau der Mitte des 19. Jahrhunderts eine baugeschichtliche Bedeutung. Es gibt nicht mehr viele derart unverändert und im Typ so klar erkennbare Schulbauten in der Gegend. Außerdem ist sie ortsgeschichtlich von Bedeutung. | 08975460 |
|                | Wohnhaus (mit Durchfahrt) eines Bauernhofes und Feldscheune                                                                                              | Dorfstraße 74 (Karte)                                              | Um 1900                                                         | Es erstreckt sich ein zweigeschossiges Wohnhaus mit der Traufseite entlang der Straße. Eine große Durchfahrt gewährleistet die Einfahrt in den Hof. Zwei Seitengebäude grenzen einen Hof ein. Eine nach hinten abschließende Scheune fiel dem Abriss anheim. Das Wohnhaus entstand erst um 1900 und ersetzte sicher einen alten Bau. Das Anwesen ist Zeugnis bäuerlichen Lebens und Wirtschaftens vergangener Zeiten. In Aufbau und Material zeugen Hof und einzelne Bauten von der Bauweise der Region auch in baugeschichtlicher Hinsicht. Der Hof ist authentischer Bestandteil des alten Ortes. | 08975433 |
|                | Wohnhaus (mit Durchfahrt) eines Bauernhofs und Feldscheune                                                                                               | Dorfstraße 76 (Karte)                                              | Um 1900                                                         | Es erstreckt sich ein zweigeschossiges Wohnhaus mit der Traufseite entlang der Straße. Eine große Durchfahrt gewährleistet die Einfahrt in den Hof. Zwei Seitengebäude und eine Scheune grenzen einen Hof ein. Das Wohnhaus entstand erst um 1900 und ersetzte sicher einen alten Bau. Das Anwesen ist Zeugnis bäuerlichen Lebens und Wirtschaftens vergangener Zeiten. In Aufbau und Material zeugen Hof und einzelne Bauten von der Bauweise der Region auch in baugeschichtlicher Hinsicht. Der Hof ist authentischer Bestandteil des alten Ortes. | 08975432 |
|                | Bauernhof mit Wohnhaus und Ausgedingehaus, Hofmauer mit kleiner Pforte und großem Torbogen                                                               | Dorfstraße 79 (Karte)                                              | Um 1900                                                         | Der Hof befindet sich in dem nur noch kurzen Bereich der Dorfstraße südlich des Dorfplatzes und der Kirche. Unter Schutz stehen Wohnhaus und Ausgedingehaus sowie Hofmauer mit kleiner Pforte und großem Torbogen. Das Wohnhaus ist zweigeschossig, wobei das Ausgedingehaus durch eine anspruchsvolle Gestaltung auch wie ein Wohnhaus erscheint. Seine Fensterstürze sind in Ziegel gesetzt, die beiden Giebelfenster mit leichten Bögen in Ziegel überfangen, ein Gurtgesims mit deutschem Band markiert die Grenze von Erdgeschoss und Dachraum. Allein schon die Materialästhetik des Backsteins hebt den Hof heraus. Hinten im Grundstück befindet sich noch eine Feldscheune. Das Anwesen ist Zeugnis bäuerlichen Lebens und Wirtschaftens vergangener Zeiten. In Aufbau und Material zeugen Hof und einzelne Bauten von der Bauweise der Region auch in baugeschichtlicher Hinsicht. Der Hof ist authentischer Bestandteil des alten Ortes | 08975429 |
|                | Bauernhof mit Wohnhaus, Ausgedingehaus, Seitengebäude, Hofmauer mit großem Torbogen und kleiner Pforte                                                   | Dorfstraße 80 (Karte)                                              | Um 1900                                                         | Der Hof befindet sich in exponierter Lage schräg gegenüber von Kirche und Schule. Das Wohnhaus ist zweigeschossig. Das Anwesen ist Zeugnis bäuerlichen Lebens und Wirtschaftens in vergangenen Zeiten. In Aufbau und Material zeugen Hof und einzelne Bauten von der Bauweise der Region auch in baugeschichtlicher Hinsicht. Der Hof ist authentischer Bestandteil des alten Ortes. | 08975431 |
|                | Pfarrhaus und zwei Seitengebäude des Pfarrhofes | Dorfstraße 82 (Karte)                                              | Um 1880 (Pfarrhaus); 1. Hälfte 19. Jahrhundert (Seitengebäude)  | Das Pfarrhaus besteht, wie für die Gegend in dieser Zeit der Mitte des 19. Jahrhunderts typisch, in einem eingeschossigen Bau, der allerdings nicht backsteinsichtig ist, sondern verputzt. Der Bau ist voll unterkellert, so dass das die Wohnräume ziemlich hoch zu liegen kommen. Dem an der nördlichen Giebelseite befindlichen Eingang ist eine Freitreppe vorgelegt, deren Podest einen runden Kellereingang aufnimmt. Das Portal bietet sich herrschaftlich mit klassizistischer Gestaltung dar. Gleichermaßen ausgebildet sind die sechs hohen Fenster an der vorderen Langseite. Die beiden äußersten Achsen treten leicht aus der Flucht heraus. Alle Ecken – auch die der Rücksprünge in der Vorderfassade – sind durch genutete Pilaster betont. Besonders sorgfältig ausgebildet sind die Gesimse der Ortgänge, ein Gesims in Fußbodenhöhe und das Hauptgesims. Das Pfarrhaus hat als regional typischer Bau seines Typus und der Mitte des 19. Jahrhunderts eine baugeschichtliche und eine ortsgeschichtliche Bedeutung. Wichtig ist auch, dass sich Scheune und Nebengebäude in authentischem Zustand erhalten haben. | 08975430 |
|                | Bauernhof mit Wohnhaus (mit Durchfahrt), Ausgedingehaus und zwei Seitengebäuden                                                                          | Dorfstraße 85 (Karte)                                              | Um 1900                                                         | Der Hof befindet sich in dem nur noch kurzen Bereich der Dorfstraße südlich des Dorfplatzes und der Kirche. Das zweigeschossige Wohnhaus erstreckt sich mit der Traufseite entlang der Straße. Es ist im Gegensatz zu den backsteinsichtigen Nebengebäuden verputzt. Eine große Durchfahrt gewährleistet die Einfahrt in den Hof. Zusammen mit zwei Seitengebäuden und einer nach hinten abschließenden Scheune wird ein großer Hof eingegrenzt. Das Anwesen ist Zeugnis bäuerlichen Lebens und Wirtschaftens vergangener Zeiten. In Aufbau und Material zeugen Hof und einzelne Bauten von der Bauweise der Region auch in baugeschichtlicher Hinsicht. Der Hof ist authentischer Bestandteil des alten Ortes | 08975428 |
|                | Feldscheune eines Bauernhofes | Dorfstraße 86 (Karte)                                              | 2. Hälfte 19. Jahrhundert                                       | Der sich in dem nur noch kurzen Bereich der Dorfstraße südlich des Dorfplatzes und der Kirche befindliche Hof Nummer 85 ist stark verändert. Unter Schutz steht nur die Feldscheune, eine Fachwerkscheune mit Blockbohlen im unteren Bereich, auch Umschrot genannt. Derartige Bauten legen Zeugnis ab von der sehr frühen Bauweise der Region und sind deshalb von besonderer baugeschichtlicher und regionalgeschichtlicher Bedeutung. | 08975423 |
|                | Feldscheune eines Bauernhofes | Dorfstraße 88 (Karte)                                              | 2. Hälfte 19. Jahrhundert                                       | Der sich in dem nur noch kurzen Bereich der Dorfstraße südlich des Dorfplatzes und der Kirche befindliche Hof Nummer 88 ist stark verändert. Unter Schutz steht nur die Feldscheune, eine Fachwerkscheune mit Blockbohlen im unteren Bereich, auch Umschrot genannt. Derartige Bauten legen Zeugnis ab von der sehr frühen Bauweise der Region und sind deshalb von besonderer baugeschichtlicher und regionalgeschichtlicher Bedeutung. | 08975422 |
|                | Feldscheune eines Bauernhofes | Dorfstraße 92 (Karte)                                              | 2. Hälfte 19. Jahrhundert                                       | Der sich in dem nur noch kurzen Bereich der Dorfstraße südlich des Dorfplatzes und der Kirche befindliche Hof Nummer 92 ist stark verändert. Unter Schutz steht nur die Feldscheune, eine Fachwerkscheune mit Blockbohlen im unteren und oberen Bereich, auch Umschrot genannt. Das Fachwerk weist die seltenen alten Andreaskreuze auf. Bauten wie diese Feldscheune legen Zeugnis ab von der sehr frühen Bauweise der Region und sind deshalb von besonderer baugeschichtlicher und regionalgeschichtlicher Bedeutung. | 08975421 |
|                | Bauernhof mit Wohnhaus, zwei Seitengebäuden und Scheune                                                                                                  | Koselbruch 11 (Karte)                                              | Um 1850                                                         | Koselbruch oder Kolonie Koselbruch ist eine Ansiedlung neben Schwarzkollm, später bekannt durch die Sorbische Sage von Krabat und die Krabatmühle. Die Kolonie besteht nur in einigen wenigen Höfen. Nummer 11 ist ein vierseitig geschlossener Hof wohl einer Gartennahrung, der insgesamt Denkmalwert aufweist. Die miteinander verbundenen Bauten sind massiv, verputzt, eingeschossig und völlig ursprünglich erhalten. Höfe wie Koselbruch 11 legen Zeugnis ab von der frühen Bauweise der Region und sind deshalb von besonderer baugeschichtlicher und regionalgeschichtlicher Bedeutung. | 08975426 |
| Weitere Bilder | Scheune eines Bauernhofes, jetzt Teil des Erlebnishofes Krabatmühle, umgesetzt aus Wittichenau, Ortsteil Dubring, Dubring 22                             | Koselbruch 22 (Karte)                                              | Um 1800                                                         | Nummer 22 ist eine Neuschöpfung in einem Bereich, der bis vor wenigen Jahren nie bebaut war. Hier schuf man für touristische Zwecke den Erlebnishof Krabatmühle. Zu diesem Zwecke wurden auch woanders abgetragene Bauten hierher versetzt, unter anderem aus Wittichenau, Ortsteil Dubring, Dubring 22, die Fachwerkscheune. Eine weitere aus Wittichenau, Ortsteil Sollschwitz, Nummer 43 stammende fünfzonige Scheune wurde ebenfalls hierher versetzt, aber nicht mehr als Denkmal anerkannt. Baugeschichtlich und regionalgeschichtlich von Bedeutung Streichung der Sollschwitzer Scheune 2012 veranlasst. In Sollschwitz Nummer 43 bei Wittichenau stand eine große fünfzonige Scheune, die seinerzeit am Ort nicht zu erhalten war. Es ergab sich die Möglichkeit, dass die Scheune nach dem Krabathof in Schwarzkollm umgesetzt werden kann. In Anbetracht der letzten Möglichkeit wurde dem Vorhaben zugestimmt. Es wurde ein gutes Aufmaß erstellt und alle Bauteile nummeriert. Der Wiederaufbau der Scheune lag in den Händen einer in der Denkmalpflege unerfahrenen Bauleitung. Der Zimmermann baute die Scheune wieder auf, ohne sich an die Regeln für eine wissenschaftlich begründete Translozierung zu halten. Die Scheune entsteht als Abbild ihrer selbst neu, Verbindungen erscheinen anders, das Erscheinungsbild weicht von der Nähe betrachtet im Detail vom Vorzustand in wesentlichen Aussagen ab. Des Weiteren ist die Bauherrschaft und -leitung nicht bereit, das Dachwerk in denkmalgerechter Form wieder zu errichten. Aus diesem Grunde ist es notwendig, den Neubau der Scheune als Kulturdenkmal aus der Liste zu streichen. | 09304197 |
|                | Scheune eines Mühlenanwesens (Brising-Mühle) | Mühlenweg 2 (Karte)                                                | 18. Jahrhundert                                                 | Auf der Karte der Oberlausitz von Zürner und Schenk aus dem Jahr 1759 ist der Mühlweg 2 als Brising-Mühle verzeichnet. Die Bestimmung als Mühle wird auch durch den Verlauf des Mühlgrabens verifiziert. Der Mühlenhof selbst ist bereits verändert. Unter Denkmalschutz steht nur die etwas abseits vom Hof befindliche Scheune, ein verbretterter Bau mit Satteldach und feldseitiger Abseite. Es ist fraglich, ob die Mühle etwas mit der legendären Krabatmühle zu tun hat, jedoch ist die Scheune baugeschichtlich und ortsgeschichtlich von Bedeutung. | 09303017 |
|                | Scheune eines Bauernhofes | Neukollm 2 (Karte)                                                 | Um 1850                                                         | Bestandteil der Kolonie Neukollm, wo sich auch ein Forsthaus befand (heute Nummer 4). Die Scheune ist vollkommen in Fachwerk errichtet. Auf Grund der alten, selten gewordenen Konstruktion baugeschichtlich und wirtschaftsgeschichtlich von Bedeutung. | 08975425 |

## Tabellenlegende
- Bild: Bild des Kulturdenkmals, ggf. zusätzlich mit einem Link zu weiteren Fotos des Kulturdenkmals im Medienarchiv Wikimedia Commons. Wenn man auf das Kamerasymbol klickt, können Fotos zu Kulturdenkmalen aus dieser Liste hochgeladen werden:
- Bezeichnung: Denkmalgeschützte Objekte und ggf. Bauwerksname des Kulturdenkmals
- Lage: Straßenname und Hausnummer oder Flurstücknummer des Kulturdenkmals. Die Grundsortierung der Liste erfolgt nach dieser Adresse. Der Link (Karte) führt zu verschiedenen Kartendiensten mit der Position des Kulturdenkmals. Fehlt dieser Link, wurden die Koordinaten noch nicht eingetragen. Sind diese bekannt, können sie über ein Tool mit einer Kartenansicht einfach nachgetragen werden. In dieser Kartenansicht sind Kulturdenkmale ohne Koordinaten mit einem roten bzw. orangen Marker dargestellt und können durch Verschieben auf die richtige Position in der Karte mit Koordinaten versehen werden. Kulturdenkmale ohne Bild sind an einem blauen bzw. roten Marker erkennbar.
- Datierung: Baubeginn, Fertigstellung, Datum der Erstnennung oder grobe zeitliche Einordnung entsprechend des Eintrags in der sächsischen Denkmaldatenbank
- Beschreibung: Kurzcharakteristik des Kulturdenkmals entsprechend des Eintrags in der sächsischen Denkmaldatenbank, ggf. ergänzt durch die dort nur selten veröffentlichten Erfassungstexte oder zusätzliche Informationen
- ID: Vom Landesamt für Denkmalpflege Sachsen vergebene, das Kulturdenkmal eindeutig identifizierende Objekt-Nummer. Der Link führt zum PDF-Denkmaldokument des Landesamtes für Denkmalpflege Sachsen. Bei ehemaligen Kulturdenkmalen können die Objektnummern unbekannt sein und deshalb fehlen bzw. die Links von aus der Datenbank entfernten Objektnummern ins Leere führen. Ein ggf. vorhandenes Icon  führt zu den Angaben des Kulturdenkmals bei Wikidata.

## Ausführliche Denkmaltexte
1. ↑  Evangelische Pfarrkirche (Dehio – Handbuch der deutschen Kunstdenkmäler / Sachsen Band 1):
Schlichte Saalkirche, mehrfach umgebaut, der heutige Zustand von 1860. Verputzter Bruchsteinbau mit Apsis, Lisenengliederung, Segmentbogenfenster und Satteldach, rechteckiger Westturm mit oktogonalem Aufsatz und Spitzhelm von einem wohl barocken Vorgängerbau.

Das Innere flachgedeckt, die bescheidene Ausstattung von 1860. Der schlichte Altar mit älteren Figuren in moderner Zusammenstellung: gefasste Holzplastiken der heiligen Petrus und Paulus von 1703, Margarete 1450 und Martin 1460, Taufengel 1703. Gut geschnitztes Vortragekruzifixus, um 1400. Qualitätvoller, gusseiserner Taufständer mit floralen Verzierungen, wohl aus Lauchhammer, 19. Jahrhundert. Orgel von Schlag, 1907/08.

An der südlichen Außenwand sechs barocke Grabmäler aus Sandstein, zum Teil stark verwittert, u. a. für Johann Christian Vetter († 1760), mit einer figürlichen Darstellung des Verstorbenen, Martha Elisabeth Vetter († 1760), mit einer Darstellung des Lebensbaums, für Christiane Sophia Vetter († 1753).